# Autódromo Internacional de Yahuarcocha
O Autódromo Internacional José Tobar ou Autódromo Internacional de Yahuarcocha é um autódromo localizado em Ibarra, no Equador. Aberto em 1970, possui 3.6 km de extensão e 16 curvas.

## História
O circuito teve seu projeto iniciado em 1960, liderado por José Tobar. O trajeto original decorria ao redor do Lago Yahuarcocha, assim como o Autódromo de Pergusa, contendo 10 km de extensão e 25 curvas, baseado no Circuito de Spa-Francorchamps na sua primeira versão. A pista ficou pronta uma década depois, em 2 de maio, durando até 1983, sediando apenas eventos de nível nacional.
O circuito foi encurtado para 3.650 km e 16 curvas em 1984 para se adequar às medidas de segurança. Com esse traçado, recebeu a Panam GP Series em 2006, 2007 e 2012. Após isso, sediou apenas eventos nacionais.

## Traçado
A pista possui 3.6 km de extensão e 16 curvas, sendo um circuito rápido em geral. A reta principal e os 3 primeiros setores fazem parte do circuito original, em seguida há uma sequência de média/alta velocidade na segunda parte do trajeto, e no final do autódromo, tem uma chicane em alta velocidade na reta oposta e termina com um hairpin.

### Ligações Externas
- Site oficial